# Guilherme Gaio
Guilherme Gaio, detto Gui (Campo Bonito, 4 novembre 1991), è un giocatore di calcio a 5 brasiliano naturalizzato italiano.

## Carriera
Nel maggio del 2020 ottiene la cittadinanza italiana in virtù delle origini del trisavolo Giovanni Gaio, nato a Lamon in provincia di Belluno, ed emigrato in Brasile alla fine del XIX secolo. Il 28 gennaio 2021 debutta con la nazionale italiana durante l'incontro vinto per 3-0 contro il Montenegro valido per le qualificazioni al campionato europeo 2022. Nell'occasione realizza inoltre la sua prima rete. Il 17 gennaio 2022 viene incluso nella lista definitiva dell'Italia per il Campionato europeo 2022.